# La moglie di un uomo ricco
La moglie di un uomo ricco (The Rich Man's Wife) è un film del 1996 diretto e scritto da Amy Holden Jones e interpretato da Halle Berry.

## Trama
Josie Potenza è la moglie di Tony, un ricco uomo d'affari che la ama e che non le fa mancare mai nulla. Inoltre la donna è appagata anche sessualmente, in quanto ha al suo fianco un amante focoso, oltre ad un buon marito. Un giorno, però, Tony è ucciso e Josie viene accusata di omicidio, senza contare che, man mano che la vicenda processuale va avanti, anche l'amante di Josie viene trovato morto.
Proprio quando la situazione sembra peggiorare per Josie, appare nella vita della donna un pericoloso assassino invaghito di lei e che non intende darle tregua; alla fine sarà la stessa Josie a scagionarsi e a far ricadere le colpe degli omicidi sul suo persecutore.